# Squalidae
Los escuálidos (Squalidae) son una familia de elasmobranquios selacimorfos del orden Squaliformes que viven en los océanos Atlántico, Índico y Pacífico.

## Características
Tienen una longitud de 60 a 160 cm. Poseen dos aletas dorsales, cada una con una espina no estriada. Los dientes de la mandíbula superior e inferior son de similar tamaño. El pedúnculo caudal tiene quilla lateral; la aleta caudal carece muesca subterminal; sin aleta anal.

## Géneros
La familia Squalidae tiene 28 especies repartidas en dos género:
- Cirrhigaleus asper
- Cirrhigaleus australis
- Cirrhigaleus barbifer
- Squalus acanthias
- Squalus acutirostris
- Squalus albifrons
- Squalus altipinnis
- Squalus blainville
- Squalus brevirostris
- Squalus bucephalus
- Squalus chloroculus
- Squalus crassispinus
- Squalus cubensis
- Squalus edmundsi
- Squalus grahami
- Squalus griffini
- Squalus hemipinnis
- Squalus japonicus
- Squalus lalannei
- Squalus megalops
- Squalus melanurus
- Squalus mitsukurii
- Squalus montalbani
- Squalus nasutus
- Squalus notocaudatus
- Squalus rancureli
- Squalus raoulensis
- Squalus uyato